# Celeste (группа)
Celeste — французская блэк-метал-группа из Лиона, основанная в 2005 году. В своём звучании коллектив объединяет блэк-метал, сладж-метал и пост-хардкор.

## История
Группа была основана в 2005 году на хардкор-панк-сцене Лиона. Гитарист Гийом Риет, барабанщик Антуан Ройер и басист Антуан Кербрат были знакомы друг с другом ещё со школы, а на место вокалиста был приглашён Йохан Жирардо. Риет и Жирардо — бывшие участники скримо-группы Mihai Edrisch, которая входила в состав Daïtro.
В 2006 году Celeste выпустили свой первый EP, за которым в 2008 году последовал их дебютный альбом, выпущенный немецким лейблом Denovali Records. С тех пор они выпустили ещё пять альбомов и неоднократно гастролировали по Европе, а также в России, Азии и США. В июне 2021 года группа подписала контракт с Nuclear Blast.

## Стиль
Группа играет смесь сладжа, блэк-метала и пост-хардкора, с элементами дум-метала и дэт-метала.

## Состав

### Нынешний состав
- Johan Girardeau — вокал (2005—н.в.), бас-гитара (2013—н.в.)
- Guillaume Rieth — гитара (2005—н.в.)
- Antoine Royer — ударные (2005—н.в.)
- Sébastien Ducotté — гитара (2005—н.в.)

### Бывшие участники
- Antoine Kerbrat — бас-гитара (2005—2013)

## Дискография
- Pessimiste(s) EP (2006)
- Nihiliste(s) (2008)
- Misanthrope(s) (2009)
- Morte(s) Nee(s) (2010)
- Animale(s) (2013)
- Infidèle(s) (2017)
- Assassine(s) (2022)
- Epilogue(s) EP (2023)